# Kazimierz Przybysz
Kazimierz Przybysz (ur. 17 stycznia 1946 w Wysoczynie) – polski historyk i politolog, profesor zwyczajny w Akademii Leona Koźmińskiego oraz w Instytucie Nauk Politycznych Uniwersytetu Warszawskiego.

## Życiorys
Absolwent UW (1969), 1976 – doktor nauk humanistycznych, 1982 – doktor habilitowany, w 1988 uzyskał tytuł naukowy profesora. Od 1997 roku zatrudniony na stanowisku profesora zwyczajnego. W latach 1993–1997 podsekretarz stanu w Ministerstwie Edukacji Narodowej, 2002–2004 – sekretarz Państwowej Komisji Akredytacyjnej, od 2005 roku – prorektor Akademii Leona Koźmińskiego. Wypromował kilkunastu doktorów.
Zainteresowania badawcze: zachowania i postawy polityczne, dzieje polskiej myśli politycznej i ruchów społecznych, ze szczególnym uwzględnieniem problematyki ruchu ludowego. 

## Ważniejsze publikacje
- Konspiracyjny ruch ludowy na Mazowszu 1939–1945, Warszawa 1977.
- Chłopi polscy wobec okupacji hitlerowskiej 1939–1945. Zachowania i postawy polityczne na terenach Generalnego Gubernatorstwa, Warszawa 1983.
- Bataliony Chłopskie, t. 1–3 (współautor), Warszawa 1985–1986.
- Ludowcy na ziemiach włączonych do Rzeszy 1939–1945, Warszawa 1987.
- Pomoc społeczna na wsi polskiej 1939–1945, Warszawa 1990.
- Studia z dziejów polskiej myśli politycznej. t. 1–3 (redakcja i współautorstwo), Warszawa 1991–1994.
- Wizje Polski. Programy polityczne lat wojny i okupacji hitlerowskiej 1939–1944 (wstęp, wybór i opracowanie), Warszawa 1992.
- Ludowcy o społeczeństwie, państwie i demokracji 1939–1945. Wybór publicystyki konspiracyjnej, Pułtusk 1999.
- Polska myśl polityczna 1939–1945. Zarys problematyki, Warszawa 2000.
- Gdy wieś ratowała życie, Warszawa 2001.
- Partie polityczne Polski Podziemnej 1939–1945, Warszawa 2006.
- Polskie partie i ruchy społeczno-polityczne pierwszej połowy XX wieku (redakcja i współautorstwo), Warszawa 2010.
- W konspiracji. Polski ruch ludowy 1939–1945, Warszawa 2010.
- Krajobrazy poniewierki. Zachowania społeczeństwa polskiego wobec exodusu ludności Warszawy 1944, Warszawa 2017.
- Z gazetą przez życie. Zygmunt Augustyński 1890–1959, Warszawa 2019.